# Alex Ferguson
Sir Alexander Chapman Ferguson CBE (sinh ngày 31 tháng 12 năm 1941), thường được biết tới là Sir Alex Ferguson, là một cựu cầu thủ và huấn luyện viên bóng đá người Scotland. Trong vòng 27 năm (1986–2013), ông đã giúp Manchester United trở thành 1 trong 2 câu lạc bộ bóng đá vĩ đại nhất lịch sử nước Anh với 20 lần vô địch giải quốc nội. Ngày 12 tháng 6 năm 1999, Ferguson đã được nữ hoàng Anh phong tước hiệu Hiệp sĩ cho những cống hiến của mình trong bóng đá. Với biệt danh "Máy sấy tóc", ông được coi là một trong những huấn luyện viên bóng đá xuất sắc và vĩ đại nhất lịch sử. Ông đứng đầu danh sách 100 Huấn luyện viên xuất sắc nhất mọi thời đại của FourFourTwo.
Ferguson trước đây quản lý East Stirlingshire, St Mirren, một thời gian trước khi thành công với câu lạc bộ Aberdeen. Ông được giao làm huấn luyện viên tạm quyền của đội tuyển quốc gia Scotland - trong một thời gian (do cái chết của Jock Stein). Tháng 11 năm 1986, ông được bổ nhiệm làm huấn luyện viên trưởng của Manchester United.
Với gần 27 năm cùng Manchester United, ông là huấn luyện viên gắn bó lâu nhất trong lịch sử câu lạc bộ sau khi vượt qua kỷ lục của Sir Matt Busby ngày 19 tháng 12 năm 2010. Nhiệm kỳ của ông cũng dài nhất so với tất cả các huấn luyện viên bóng đá hiện tại trên thế giới. Trong thời gian này, Ferguson đã giành được nhiều giải thưởng và nắm giữ rất nhiều kỷ lục bao gồm cả việc giành danh hiệu huấn luyện viên của năm nhiều nhất trong lịch sử bóng đá Anh. Trong năm 2008, ông trở thành huấn luyện viên của CLB bóng đá nước Anh thứ 3 giành chiến thắng trong cúp châu Âu nhiều hơn một lần.
Ngày 8 tháng 5 năm 2013, Sir Alex Ferguson tuyên bố sẽ nghỉ hưu sau khi kết thúc mùa giải 2012–13, với gần 27 năm làm huấn luyện viên trưởng câu lạc bộ Manchester United.

## Sự nghiệp cầu thủ
Sự nghiệp bóng đá của Ferguson bắt đầu năm 16 tuổi với Queen's Park, nơi ông có sự ra mắt trong trận đấu với Stranraer với vai trò tiền đạo. Ông mô tả trận đấu đầu tiên của mình như là một "cơn ác mộng", dù đã ghi cho Queen's Park bàn thắng duy nhất (thua 1-2). Vừa chơi bóng cho Queen's Park, ông vừa làm việc trong xưởng đóng tàu Clyde, nơi mà sau này ông trở thành người quản lý một cửa hàng. Trận đấu đáng chú ý nhất của Ferguson cho Queen Park là thất bại 1-7 trước Queen of the South vào ngày lễ tặng quà (Boxing Day) năm 1959 khi cựu tuyển thủ người Anh Ivor Broadis ghi bốn bàn cho Queen of the South còn Ferguson là người ghi bàn thắng duy nhất cho đội bóng.
Mặc dù đã ghi được 20 bàn thắng trong 31 trận cho Queen's Park, ông không thể có được vị trí chính thức trong đội hình và chuyển đến St Johnstone vào năm 1960. Mặc dù tiếp tục ghi bàn đều đặn, ông vẫn thường xuyên phải ngồi ghế dự bị và tiếp tục muốn ra đi. Ferguson đánh mất sự ủng hộ tại câu lạc bộ và ông thậm chí còn được cho là đã chuyển đến Canada, Tuy nhiên St Johnstone đã không thành công trong việc tìm một tiền đạo mới và Ferguson đã ra sân trong trận đấu với Rangers, ông ghi một hat-trick qua đó giúp đội bóng giành chiến thắng. Mùa hè năm sau, hợp đồng của Ferguson với Dunfermline được ký và ông trở thành cầu thủ bóng đá chuyên nghiệp.
Mùa giải tiếp theo (1964-1965), Dunfermline là ứng cử viên nặng ký cho Giải vô địch quốc gia Scotland và đã đi tới trận chung kết Cúp quốc gia, nhưng Ferguson đã không được tin dùng do màn trình diễn nghèo nàn trước đó trong trận đấu với St Johnstone. Dunfermline thua Celtic 2-3, và kém ngôi vô địch một điểm. Mùa giải 1965-1966 Ferguson đã ghi 45 bàn thắng trong 51 trận đấu cho Dunfermline và trở thành vua phá lưới giải vô địch Scotland với 31 bàn thắng cùng với Joe McBride của Celtic.
Sau đó ông gia nhập Rangers với mức phí 65.000 bảng - một khoản phí kỷ lục cho chuyển nhượng giữa hai câu lạc bộ Scotland thời bấy giờ. Ông bị đổ lỗi cho một bàn thua trong trận chung kết Cúp Scotland năm 1969 - trận đấu trong đó ông đã được chỉ định theo kèm đội trưởng của Celtic Billy McNeill. Sau đó, ông bị buộc phải xuống chơi cùng đội trẻ câu lạc bộ. Theo lời em trai Ferguson, ông đã rất buồn bã và vứt bỏ huy chương được trao. Đã có người cho rằng ông bị phân biệt đối xử tại Rangers sau cuộc hôn nhân của mình với vợ - Cathy Holding (là một người Công giáo), nhưng Ferguson đã nói rõ trong cuốn tự truyện của mình rằng Rangers biết tôn giáo của vợ ông khi ông đến với câu lạc bộ và ông đã rời câu lạc bộ rất miễn cưỡng do sai lầm trong trận chung kết trên.
Sau đó, Nottingham Forest muốn ký hợp đồng với Ferguson, nhưng vợ của ông không muốn chuyển đến Anh vào thời điểm đó nên ông thay vì Nottingham, ông đã tới Falkirk. Ông được đề nghị vai trò huấn luyện viên kiêm cầu thủ, nhưng khi John Prentice trở thành người quản lý, vị trí huấn luyện viên của Ferguson không được chấp nhận. Ferguson phản ứng bằng cách yêu cầu ra đi và chuyển đến Ayr United, nơi ông đã kết thúc sự nghiệp chơi bóng của mình vào năm 1974.

## Sự nghiệp huấn luyện viên

### East Stirlingshire
Trong tháng 6 năm 1974, Ferguson đã được bổ nhiệm làm huấn luyện viên của East Stirlingshire ở tuổi 32. Đó là một công việc bán thời gian được trả 40 bảng mỗi tuần, và câu lạc bộ không có một thủ môn đúng nghĩa vào thời điểm đó. Ông nổi tiếng với các điều luật nghiêm khắc, đến nỗi tiền đạo Bobby McCulley nói rằng trước đây ông không bao giờ sợ bất cứ ai, nhưng "Ferguson quả thật là người ghê gớm"
Tháng Mười sau đó, Ferguson đã được mời để quản lý St Mirren - khi đó đang xếp dưới East Stirlingshire trong bảng xếp hạng. East Stirlingshire là câu lạc bộ lớn hơn và khiến Ferguson thích thú, tuy nhiên ông quyết định gia nhập St Mirren sau khi nghe lời khuyên từ Jock Stein.

### St Mirren
Ferguson trở thành huấn luyện viên của St Mirren từ năm 1974 cho đến năm 1978, tạo ra một sự chuyển biến đáng chú ý của một đội bóng ở nửa dưới bảng xếp hạng vốn chỉ có vẻn vẹn khoảng 1000 cổ động viên trở thành nhà vô địch giải hạng nhất vào năm 1977, phát hiện những tài năng như Billy Stark, Tony Fitzpatrick, Lex Richardson, Frank McGarvey, Bobby Reid và Peter Weir với lối chơi tấn công tuyệt vời trong khi độ tuổi trung bình của đội chỉ là 19 (đội trưởng Fitzpatrick, mới 20 tuổi).
Tuy nhiên, sau đó St Mirren trở thành câu lạc bộ duy nhất sa thải Ferguson. Tại toà án ông bị kết tội là chống lại câu lạc bộ và không được kháng cáo. Theo một bài viết (của Billy Adams trên báo Sunday Herald ngày 30 tháng 5 năm 1999), Ferguson bị sa thải do vi phạm hợp đồng bao gồm cả việc đi đêm trái phép với các cầu thủ. Ông bị buộc tội đe dọa hành hung thư ký văn phòng của mình nhằm làm cho cầu thủ không phải đóng một số loại phí. Ferguson không nói chuyện với cô ta trong sáu tuần và ra lệnh thông qua một trợ lý 17 tuổi. Chủ tịch của St Mirren Willie Todd trong phiên tòa đã kết luận rằng Ferguson "không có khả năng quản lý".
Ngày 31 tháng 5 năm 2008, tờ The Guardian có đăng một cuộc phỏng vấn với Todd (lúc đó 87 tuổi). Ông giải thích rằng lý do chính cho việc sa thải là một hành vi vi phạm hợp đồng liên quan đến việc Ferguson đã đồng ý tham gia câu lạc bộ Aberdeen. Ferguson nói với phóng viên Jim Rodger của Daily Mirror rằng ông đã yêu cầu ít nhất một thành viên của St Mirren cùng đến Aberdeen với ông. Ông cũng nói với nhân viên của St Mirren là ông đã ra đi. Todd bày tỏ sự hối tiếc với những gì đã xảy ra nhưng đổ lỗi cho Aberdeen đã không tiếp cận câu lạc bộ của mình để thảo luận về việc bồi thường.

### Aberdeen

#### Cuối thập niên 1970
Ferguson gia nhập Aberdeen trong tháng 6 năm 1978, thay thế Billy McNeill - người đã chuyển sang làm huấn luyện viên cho Celtic chỉ sau một mùa bóng. Mặc dù Aberdeen là một trong những câu lạc bộ lớn của Scotland, nhưng họ mới vô địch một lần năm 1955 dưới sự dẫn dắt của Dave Halliday (mùa giải trước đội bóng đã chơi tốt nhưng chỉ đứng thứ hai). Hợp đồng huấn luyện viên của Ferguson kéo dài bốn năm, nhưng thậm chí ông còn trẻ hơn một vài cầu thủ và không nhận được sự tôn trọng của một số người lớn tuổi như Joe Harper. Mùa bóng không suôn sẻ với Aberdeen khi đội bóng vào đến bán kết cúp Scotland và Cúp liên đoàn Scotland, nhưng thua cả hai trận và đứng thứ tư trong bảng xếp hạng.
Aberdeen cũng trắng tay mùa bóng 1979-1980, sau khi thua Dundee United ở trận đấu lại. Ferguson bị đổ lỗi cho thất bại, nói rằng lẽ ra ông cần phải có những thay đổi tốt hơn cho đội bóng.

#### Thập niên 80
Aberdeen đã bắt đầu mùa giải một cách chật vật nhưng lối đá được cải thiện đáng kể và họ đã giành chức vô địch với chiến thắng 5-0 ở vòng đấu cuối - lần đầu tiên trong 15 năm mà chức vô địch không thuộc về Rangers hay Celtic. Ferguson cảm thấy rằng ông đã có được sự tôn trọng của các cầu thủ dành cho mình, ông sau đó đã nói rằng: "Đó là thành quả xứng đáng cho đội bóng. Cuối cùng các cầu thủ cũng đã tin tưởng vào tôi".
Ông là một người rất nghiêm khắc, và các cầu thủ đặt cho ông biệt danh là "Furious Fergie". Ông đã đá một bình trà vào John Hewitt, một trong những cầu thủ của mình vào giờ nghỉ sau khi anh ta thi đấu không tốt trong hiệp một. Ông không hài lòng với bầu không khí trận đấu tại Aberdeen, và cố tình tạo ra một đòn tâm lý bằng cách buộc tội các phương tiện truyền thông Scotland là thiên vị đối với các câu lạc bộ Glasgow, để thúc đẩy đội bóng cố gắng, và Aberdeen tiếp tục thành công với chiếc cúp Scotland năm 1982. Ferguson đã được mời sang làm huấn luyện viên cho Wolves nhưng từ chối khi ông cảm thấy rằng Wolves đang gặp khó khăn và "tham vọng tại Aberdeen của mình thậm chí còn chưa hoàn thành được một nửa".

#### Thành công tại đấu trường châu Âu
Ferguson dẫn dắt Aberdeen đến những thành công thậm chí còn lớn hơn ở các mùa giải tiếp theo (1982-1983). Họ có đủ điều kiện dự cúp châu Âu (do vô địch giải quốc nội mùa trước), và đánh bại Bayern Munich đầy bất ngờ. Điều này đã cho họ sự tự tin rất lớn để tin rằng họ có thể để giành chiến thắng trước những đối thủ khác, và họ đã làm được với chiến thắng 2-1 trước Real Madrid trong trận chung kết vào ngày 11 tháng 5 năm 1983. Aberdeen đã trở thành đội bóng thứ ba của Scotland giành chức vô địch châu Âu và Ferguson cảm thấy rằng "ông đã làm một cái gì đó đáng giá với cuộc sống của mình" [37] Aberdeen cũng chơi rất tốt tại giải quốc nội mùa đó, và bảo vệ thành công ngôi vô địch với chiến thắng 1-0 trước Rangers, nhưng Ferguson không hài lòng với lối chơi của đội và thể hiện sự thất vọng về các cầu thủ bằng cách mô tả đó là một "màn trình diễn đáng hổ thẹn" trong một cuộc phỏng vấn trên truyền hình sau trận đấu - một tuyên bố mà sau này ông đã rút lại.
Dù có một khởi đầu không tốt trong mùa giải 1983-1984, Aberdeen tiếp tục đăng quang giải vô địch Scotland. Ferguson đã vinh dự được trao giải thưởng OBE năm 1984, và được mời làm huấn luyện viên của Rangers, Arsenal và Tottenham Hotspur. Aberdeen tiếp tục vô địch mùa giải 1984-85, nhưng 1985-1986 là một mùa giải đáng thất vọng dù họ đã giành được hai cúp quốc nội khác nhưng chỉ xếp thứ tư trong bảng xếp hạng. Ferguson đã được bổ nhiệm vào hội đồng quản trị của câu lạc bộ vào đầu năm 1986, nhưng vào tháng 4 ông đã nói với chủ tịch Dick Donald rằng ông có ý định rời khỏi câu lạc bộ vào mùa hè.
Ferguson ở trong ban huấn luyện của đội tuyển quốc gia Scotland trong giai đoạn vòng loại World Cup 1986, nhưng huấn luyện viên Jock Stein đã đột ngột qua đời vào ngày 10 Tháng 9 năm 1985 - ở trận đấu play-off với Úc, và Ferguson nhanh chóng đồng ý tiếp quản đội tuyển, bổ nhiệm Archie Knox là người thay thế vị trí của mình tại Aberdeen. Tuy nhiên, sau khi Scotland không thể qua vòng bảng của World Cup, Ferguson chấm dứt sứ mệnh của mình với đội tuyển quốc gia vào ngày 15 tháng 6 năm 1986.
Vào khoảng thời gian này, Tottenham Hotspur đề nghị Ferguson về câu lạc bộ nắm quyền thay Peter Shreeves, nhưng ông từ chối. Cũng có một lời đề nghị cho Ferguson đến Arsenal thay thế Don Howe, nhưng ông cũng từ chối và Scot George Graham là người tiếp quản vị trí này ở Arsenal. Mùa hè năm đó, đã có tin đồn rằng ông tới Manchester United để thay thế Ron Atkinson - người gần như chắc chắn sẽ bị sa thải.
Đó không phải là lần đầu tiên mà Ferguson được liên hệ với nước Anh. Trong tháng 2 năm 1982, Wolverhampton Wanderers đã tiếp cận ông với mục đích thay thế John Barnwell khi câu lạc bộ đang có nguy cơ xuống hạng. Ông từ chối đề nghị này, có lẽ do lo ngại về sự ổn định tài chính của câu lạc bộ (Wolves đang nợ hơn 2 triệu bảng). Vào cuối mùa giải 1985-86, cả Arsenal và Tottenham Hotspur đều muốn có ông nhưng cả hai câu lạc bộ bắc London này đều bị ông khước từ. Mặc dù Ferguson vẫn ở lại Aberdeen trong mùa hè, cuối cùng ông cũng gia nhập Manchester United khi Atkinson bị sa thải trong tháng 11 năm 1986.

### Sự nghiệp tại Manchester United
Ferguson đã được bổ nhiệm làm huấn luyện viên tại Old Trafford ngày 6 tháng 11 năm 1986 khi United đang xếp ở vị trí áp chót trên bảng xếp hạng (21/22) và bổ nhiệm Archie Knox, trợ lý của mình tại Aberdeen làm ở vị trí tương tự. Ông rất lo lắng cho đội bóng khi các cầu thủ như Norman Whiteside, Paul McGrath và Bryan Robson uống rượu quá nhiều và chán nản bởi phong độ của mình, nhưng ông đã vực dậy tinh thần cho họ, và United đã kết thúc mùa giải ở vị trí thứ 11. 
Trận đấu đầu tiên của Ferguson cùng United là thất bại 0-2 trước đội bóng dưới cơ Oxford United vào ngày 8 tháng 11, bảy ngày sau đó là trận hòa không bàn thắng với đội mới lên hạng Norwich City, và sau đó giành chiến thắng 1-0 đầu tiên của mình tại sân nhà trước QPR ngày 22 Tháng 11. Kết quả dần được cải thiện khi mùa giải trôi đi, và thời gian đã chứng tỏ United đang trên đà phục hồi. Năm 1987 bắt đầu suôn sẻ với chiến thắng 4-1 trước Newcastle United nhưng kết thúc mùa giải United chỉ đứng ở vị trí thứ 11.
Trong mùa giải 1987-1988, Ferguson đã ký nhiều bản hợp đồng lớn bao gồm Steve Bruce, Viv Anderson, Brian McClair và Jim Leighton. Các cầu thủ mới đã đóng góp rất lớn cho thành quả đứng thứ hai của United (kém 9 điểm với Liverpool). Tuy nhiên, dù United chỉ thua 5 trận, họ đã hòa tới 12 trong các trận đấu còn lại và rõ ràng vẫn còn nhiều điều phải làm nếu họ muốn đuổi kịp đối thủ đến từ Đông Bắc của mình.
United được kỳ vọng lớn khi Mark Hughes trở lại câu lạc bộ từ Barcelona sau hai năm, nhưng mùa giải 1988-1989 là một sự thất vọng, kết thúc ở vị trí thứ 11 trong bảng xếp hạng và thua 0-1 ngay tại sân nhà trước Nottingham Forest tại vòng 6 cúp FA. Họ bắt đầu mùa giải chậm chạp, trải qua chuỗi 9 trận không thắng từ tháng 10 đến tháng 11 (8 hòa và 1 thua) trước khi có được những kết quả tốt hơn và xếp ở vị trí thứ ba vào giữa tháng 2 và tưởng như đã trở lại thành ứng cử viên sáng giá cho ngôi vô địch. Tuy nhiên, vào cuối mùa họ vẫn chỉ xếp ở giữa bảng xếp hạng.
Mùa giải 1989-1990, Ferguson tiếp tục đẩy mạnh việc mua sắm bằng cách mua về các tiền vệ Neil Webb, Mike Phelan và Paul Ince, cũng như hậu vệ Gary Pallister và cầu thủ chạy cánh Danny Wallace. Bắt đầu với chiến thắng 4-1 trước đương kim vô địch Arsenal trong ngày khai mạc, nhưng phong độ của United nhanh chóng đi xuống. Tháng 9, United thất bại đau đớn 1-5 trước đối thủ cạnh tranh Manchester City. 8 trận đấu tiếp theo United hòa 2 và thua 6, sau đó một biểu ngữ chế nhạo Ferguson xuất hiện tại Old Trafford "Fergie - 3 năm toàn là phân", rất nhiều nhà báo và người hâm mộ kêu gọi sa thải Ferguson. Ông sau đó đã mô tả năm 1989 là "thời kỳ đen tối nhất trong sự nghiệp" của mình.
Tuy nhiên, Ferguson sau đó đã tiết lộ rằng ban giám đốc đã đảm bảo với ông họ không xem xét việc sa thải. Mặc dù thất vọng với kết quả của mùa giải, họ hiểu nguyên nhân là do vắng mặt một số chủ chốt do chấn thương và hài lòng với phương pháp Ferguson huấn luyện cầu thủ của câu lạc bộ.
Sau mạch 7 trận không biết đến chiến thắng, Manchester United gặp Nottingham Forest tại vòng ba Cup FA. Forest đã chơi rất tốt và là ứng cử viên vô địch, vì thế tất cả đều cho rằng United sẽ thua và Ferguson phải ra đi, nhưng họ đã thắng 1-0 nhờ bàn thắng của Mark Robins và đi đến trận chung kết. Trận đấu này thường được nhắc đến như chiếc phao cứu lấy sự nghiệp của Ferguson tại Old Trafford.
Man United đi đến trận chung kết và đánh bại Crystal Palace 1-0 trong trận đấu lại (hòa 3-3 trong trận đấu đầu tiên), đưa Ferguson đến danh hiệu lớn đầu tiên trên cương vị huấn luyện viên của Manchester United.

#### Danh hiệu Premier League đầu tiên

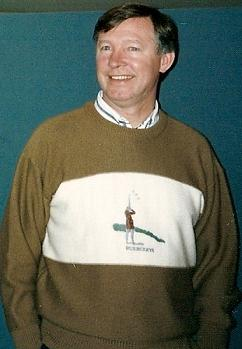
Alex Ferguson (năm 1992)

Mặc dù lối đá của United được cải thiện rất nhiều vào mùa giải 1990-1991, họ vẫn chỉ kết thúc mùa giải ở vị trí thứ sáu. Có một số trận đấu rất tuyệt vời như đè bẹp Arsenal 6-2 tại Highbury, nhưng lại có những trận đáng quên như thất bại 1-2 trước đội mới lên hạng Sunderland, thua nặng nề 0-4 trước Liverpool tại Anfield, và bị Everton đánh bại 0-2 ngay trên sân nhà vào đầu tháng 3 (trận đấu ra mắt của tài năng trẻ 17 tuổi Ryan Giggs) cho thấy rằng United vẫn còn nhiều vấn đề.
Ngay cả sau khi vô địch cúp FA, nhiều người đã nghi ngờ về khả năng thành công của Ferguson bởi tất cả các huấn luyện viên sau thời kỳ của Matt Busby đều đã thất bại. United về nhì ở League Cup sau khi để thua 0-1 trước Sheffield Wednesday. Họ cũng đi tới trận chung kết UEFA Cup Winners' Cup, đánh bại Barcelona (khi đó đang là đương kim vô địch Tây Ban Nha) 2-1. Sau trận đấu, Ferguson tuyên bố United sẽ giành chức vô địch ở mùa giải sau, và ông dường như đã đập tan được những sự hoài nghi dành cho mình sau 5 năm tại vị.
Trước khi mùa giải 1991-1992 khởi tranh, Archie Knox rời Glasgow để trở thành trợ lý của Walter Smith, và Ferguson đưa huấn luyện viên đội trẻ lúc đó là Brian Kidd lên làm trợ lý giám đốc thay Knox. Ông cũng có được hai bản hợp đồng lớn - thủ môn Peter Schmeichel và hậu vệ Paul Parker. Có nhiều dự đoán về sự trưởng thành vượt bậc của cầu thủ trẻ Ryan Giggs, người đã ra sân 2 lần và ghi một bàn thắng tại mùa giải 1990-1991, và sự xuất hiện ấn tượng trước đó của cầu thủ chạy cánh trẻ Lee Sharpe, sức trẻ của họ đã làm Ferguson cảm thấy không nhất thiết phải tiêu tiền vào thị trường chuyển nhượng để khỏa lấp vị trí đáng thất vọng của Danny Wallace bên cánh trái. Ông cũng mua thêm tiền vệ cánh phải người Ucraina Andrei Kanchelskis, cho anh ta vai trò tiền vệ tấn công phía cánh phải bên cạnh Mike Phelan và Bryan Robson.
Mùa giải 1991-92 không giống như kỳ vọng của Ferguson, rất nhiều người và phương tiện truyền thông đã lên án những sai lầm của ông. Đầu tiên United giành được cúp Liên đoàn và siêu Cúp, nhưng mất chức vô địch vào tay đối thủ Leeds United sau khi dẫn đầu bảng xếp hạng trong phần lớn mùa giải - nguyên nhân do họ ghi được ít bàn thắng và bị cầm hòa nhiều ở nửa sau trước những đối thủ mà họ hoàn toàn có thể giành thắng lợi. Ferguson cảm thấy việc không ký được hợp đồng với Mick Harford từ Luton Town đã "phải trả giá bằng một mùa giải", và ông cần thêm một sự khích lệ cho đội bóng nếu họ vô địch mùa giải tiếp theo.
Trước khi bắt đầu mùa bóng 1992-1993, Ferguson tiếp tục săn lùng một tiền đạo mới. Đầu tiên ông đã cố gắng ký hợp đồng với Alan Shearer từ Southampton, nhưng lại để mất vào tay Blackburn Rovers. Ông cũng đã tiếp cận tiền đạo David Hirst của Sheffield nhiều lần, nhưng quản lý Trevor Francis đã từ chối tất cả. Cuối cùng, ông trả 1 triệu bảng cho tiền đạo 23 tuổi Cambridge United Dion Dublin - cũng là chữ ký duy nhất trong mùa hè.
Sau khởi đầu chậm chạp mùa giải 1992-93 (xếp thứ 10 trên tổng số 22 đội vào đầu tháng 11), có vẻ như United sẽ lại bỏ lỡ chức vô địch một lần nữa. Tuy nhiên, sau khi tiền đạo người Pháp Eric Cantona cập bến United từ Leeds United với giá 1,2 triệu bảng, tương lai của Manchester United và Ferguson bắt đầu trở nên tươi sáng. Cantona trở thành người đá cặp ăn ý với Mark Hughes và đưa United đến ngôi vô địch quốc gia sau 26 năm chờ đợi, và cũng là danh hiệu Premier League đầu tiên với 10 điểm nhiều hơn so với Aston Villa (đã thất bại 1-0 tại Oldham vào ngày 2 tháng 5 năm 1993). Alex Ferguson đã được Hiệp hội huấn luyện viên Anh bầu là Huấn luyện viên của năm.

#### Cú đúp danh hiệu
Mùa giải 1993-1994 đã mang lại nhiều thành công hơn. Ferguson đã ký hợp đồng kỷ lục lúc đó là 3.75 triệu bảng Anh với tiền vệ 22 tuổi Roy Keane của Nottingham Forest như một sự thay thế lâu dài cho Bryan Robson chuẩn bị giải nghệ.
Manchester United dẫn đầu bảng Premier League 1993-94 hầu như từ đầu đến cuối mùa, và Ferguson là người giành được danh hiệu Huấn luyện viên của tháng đầu tiên tại Premier League vào tháng 9 với sự ủng hộ và tôn trọng rất lớn.
Eric Cantona là vua phá lưới với 25 bàn thắng trên tất cả các mặt trận mặc dù bị đuổi khỏi sân hai lần trong vòng 5 ngày vào tháng 3 năm 1994. United cũng đi đến trận chung kết cúp Liên đoàn nhưng lại thua Aston Villa 1-3 (được huấn luyện bởi người tiền nhiệm của Ferguson, Ron Atkinson) Trong trận chung kết Cúp FA, Manchester United thắng Chelsea 4-0, qua đó Ferguson giành cú đúp lần thứ hai cho mình với danh hiệu Vô địch quốc gia và Cúp quốc gia (trước đó cùng với Aberdeen mùa giải 1984-1985)
Ferguson chỉ có thêm một chữ ký đó là David May từ Blackburn Rovers với giá 1.2 triệu bảng. Có báo đưa tin Ferguson sẽ ký hợp đồng với tiền đạo tài năng 21 tuổi Chris Sutton từ Norwich City, nhưng anh đã đầu quân cho Blackburn.
1994-1995 là một mùa giải khó khăn hơn cho Ferguson. Cantona tấn công một cổ động viên Crystal Palace tại sân Selhurst Park bằng cú "kungfu kick" nổi tiếng, và nó dường như làm cho anh phải chấm dứt sự nghiệp bóng đá ở Anh. Một lệnh cấm 8 tháng được đưa ra và Cantona bỏ lỡ bốn tháng cuối cùng của mùa giải. Cantona cũng phải nhận án tù 14 ngày đối với hành vi phạm tội nhưng bản án được đã bác bỏ và thay thế bằng 120 giờ phục vụ cộng đồng. Về mặt tích cực, United đã trả một khoản phí kỷ lục 7 triệu bảng Anh cho Newcastle United để đưa về tiền đạo Andy Cole, đổi lấy cầu thủ chạy cánh trẻ tuổi Keith Gillespie. Mùa giải cũng chứng kiến sự đột phá của các cầu thủ trẻ Gary Neville, Nicky Butt và Paul Scholes - những cầu thủ tuyệt vời từ lò đào tạo trẻ mà sau này họ đã cống hiến cho Manchester United trong một thời gian dài.
Tuy nhiên, chức vô địch trượt ra khỏi tầm tay của Manchester United khi họ hòa 1-1 với West Ham United vào ngày cuối cùng của mùa giải, khi mà một chiến thắng sẽ cho họ danh hiệu thứ ba liên tiếp. United cũng để vuột mất chiếc cúp FA khi để thua Everton 0-1.
Ferguson bị chỉ trích nặng nề vào mùa hè năm 1995 khi cho ba ngôi sao của United ra đi và không có sự thay thế. Đầu tiên là Paul Ince chuyển tới Inter Milan (Ý) với giá 7,5 triệu bảng Anh, tiền đạo công thần Mark Hughes bất ngờ bị bán cho Chelsea với giá 1,5 triệu bảng, và Andrei Kanchelskis chuyển sang Everton.
Ferguson đã tìm cách tiếp cận cầu thủ chạy cánh của Tottenham Hotspur Darren Anderton, nhưng cầu thủ này đã ký một hợp đồng mới với câu lạc bộ phía Bắc London. Sau đó ông đã đặt giá mua cầu thủ người Hà Lan Marc Overmars từ Ajax Amsterdam (đương kim vô địch Cup châu Âu), nhưng Marc bị chấn thương đầu gối nghiêm trọng và ngồi ngoài trong nhiều tháng. Một vài phương tiện truyền thông cho rằng United sẽ tiếp cận với tiền đạo của Juventus Roberto Baggio, người được coi là cầu thủ xuất sắc nhất trên thế giới vào thời điểm đó, nhưng anh đã ở lại Ý và ký hợp đồng với AC Milan sau đó.
Tuy vậy, Ferguson thấy rằng United có khá nhiều cầu thủ trẻ đã sẵn sàng để chơi cho đội Một. Các cầu thủ trẻ, những người được biết đến như "thế hệ của Fergie", bao gồm hai anh em Gary Neville - Phil Neville, David Beckham, Paul Scholes, Nicky Butt, tất cả sẽ là thành viên quan trọng của đội bóng. Và như vậy, mùa giải 1995-96 bắt đầu mà không có một bản hợp đồng bom tấn nào, tại một thời điểm mà Arsenal, Liverpool và Newcastle United đều chi rất mạnh.
Khi United để thua 1-3 trong trận đấu đầu tiên của mùa giải 1995-96 trước Aston Villa, các phương tiện truyền thông thi nhau chế giễu Ferguson công khai. Họ đã đánh giá United rất thấp bởi vì đội hình có rất nhiều cầu thủ trẻ thiếu kinh nghiệm. Chuyên gia bóng đá Alan Hansen - vốn là một CĐV của Liverpool, đã tuyên bố rằng "bạn không thể giành được bất cứ điều gì với những đứa trẻ".
Tuy nhiên, "những đứa trẻ của Fergie" đã chơi tốt và United đã thắng năm trận đấu tiếp theo, đòi nợ Everton thất bại tại FA Cup mùa trước với chiến thắng 3-2 ngay tại Goodison Park và đánh bại Blackburn Rovers 2-1, đội bóng mà giờ đây trông mong trụ hạng hơn là trở thành ứng cử viên vô địch.
Cantona trở về từ án treo giò, nhưng Manchester United kém Newcastle United 10 điểm vào dịp Giáng sinh năm 1995. Chiến thắng 2-0 trên sân nhà trước Tynesiders vào ngày 27 Tháng 12 và tiếp theo trước QPR giúp United thu hẹp khoảng cách còn 4 điểm, nhưng thất bại 1-4 trước Tottenham vào ngày đầu năm 1996 và tỉ số hòa 0-0 với Aston Villa tại Old Trafford đã giúp Newcastle lại nới rộng được khoảng cách và dường như chạm một tay vào chức vô địch.
Tuy nhiên một loạt kết quả khả quan giữa tháng 1 năm 1996 đã chứng kiến sự bám đuổi quyết liệt giữa hai đội bóng, và khi United thắng chính Newcastle 1-0 vào ngày 4 tháng 3, khoảng cách chỉ còn 1 điểm duy nhất, và sau đó United chiếm luôn ngôi đầu bảng của Newcastle - khi đó tiếp tục đánh mất những điểm số quan trọng.
Đầu tháng tư đã chứng kiến việc huấn luyện viên Newcastle Kevin Keegan khiêu khích United khi ông này phát biểu trên chương trình truyền hình trực tiếp ("Tôi rất vui sướng nếu chúng ta đánh bại họ!"), thời điểm mà Ferguson đạt được thế thượng phong so với đối thủ của mình. Danh hiệu Premier League của United đã được khẳng định vào vòng đấu cuối của mùa giải, khi họ đánh bại Middlesbrough dưới sự dẫn dắt của cựu đội trưởng United Bryan Robson 3-0 trong trận đấu gây nhiều tranh cãi vì trước đó có người nói rằng Robson sẽ "cho đội bóng cũ của mình thắng dễ dàng"
Họ gặp Liverpool trong trận chung kết cúp FA năm đó, giành chiến thắng 1-0 với bàn thắng của Cantona. Điều này làm cho Manchester United trở thành đội bóng đầu tiên trong lịch sử bóng đá Anh lặp lại cú đúp danh hiệu giải Ngoại hạng và FA Cup, và ấn tượng hơn điều này đạt được với một đội hình gần như tương tự lần trước đó.
Mùa giải 1996-97 chứng kiến Ferguson dẫn dắt Manchester United đến danh hiệu Premier League thứ tư trong 5 năm. Vào cuối mùa thu, họ phải chịu đựng ba thất bại liên tiếp và để thủng lưới 13 bàn, đánh mất kỷ lục bất bại 40 năm của họ ở châu Âu trước đội bóng nhỏ Fenerbahçe của Thổ Nhĩ Kỳ. Nhưng United vẫn vào đến bán kết Champions League và để thua đội bóng Đức Borussia Dortmund. Vào cuối mùa giải, Cantona bất ngờ tuyên bố giã từ sự nghiệp bóng đá.
Một thành công khác của mùa giải 1996-97 là Manchester United đã có được hai bản hợp đồng Na Uy, tiền đạo Ole Gunnar Solskjaer (vua phá lưới mùa giải này của câu lạc bộ) và hậu vệ Ronny Johnsen, những người vốn được biết đến rất ít trước khi đến với Premier League, nhưng đã trở thành những mắt xích quan trọng trong danh hiệu vô địch Ngoại hạng Anh thứ tư của câu lạc bộ.

#### Cú ăn ba

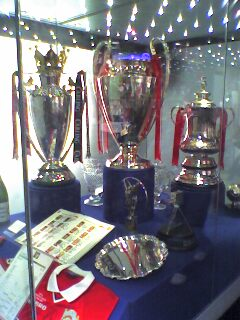
Cú ăn ba của Manchester United trong mùa giải 1998-1999.

Ferguson đã thực hiện hai bản hợp đồng mới để khích lệ United mùa giải 1997-98: tiền đạo 31 tuổi người Anh Teddy Sheringham và hậu vệ Henning Berg. Tuy nhiên, United trắng tay khi Arsenal vô địch Premier League dưới sự dẫn dắt của Arsène Wenger, từ đây đã bắt đầu một sự cạnh tranh lâu dài với Ferguson. Trong phần lớn của mùa giải United chơi tốt, họ dẫn đầu bảng xếp hạng trước khi có một loạt các kết quả đáng thất vọng trong quãng thời gian cuối cùng - Arsenal đã được hưởng lợi và chức vô địch cuối cùng đã về với vùng Bắc London. Tại cúp châu Âu, United thi đấu ấn tượng trong chiến thắng 3-2 trước Juventus ở vòng bảng trước khi bị loại bởi AS Monaco trong trận tứ kết. Tại cúp FA, họ bắt đầu tuyệt vời với thắng lợi 5-3 trước Chelsea trước khi thua sốc tại vòng 5 trước đội bóng Barnsley (xuống hạng năm đó)
Mùa hè năm 1998 đã chứng kiến tiền đạo Dwight Yorke, hậu vệ người Hà Lan Jaap Stam và cầu thủ chạy cánh của Thụy Điển Jesper Blomqvist gia nhập Manchester United với tổng chi phí gần 30 triệu bảng.
Tháng 12 năm 1998, trợ lý của Ferguson Brian Kidd chấp nhận lời đề nghị quản lý Blackburn Rovers và ông đã tuyển dụng Steve McClaren từ Derby County là người kế nhiệm của mình. Trớ trêu thay, đội bóng của Kidd bị xuống hạng trong vòng đấu áp chót khi hòa United 0-0.
Mùa giải 1998-1999 chứng kiến Manchester United giành được cú ăn ba danh hiệu Premier League, FA Cup và Champions League vô tiền khoáng hậu với những trận đấu kỳ lạ bậc nhất trong lịch sử bóng đá thế giới. Tại trận bán kết lượt về cúp C1 với Juventus, United bị dẫn trước hai bàn từ rất sớm, tuy nhiên với nguồn cảm hứng từ Roy Keane (anh sau đó bỏ lỡ trận chung kết do bị treo giò), United đã lội ngược dòng xuất sắc đánh bại Juventus 3-2. Trong trận bán kết FA Cup, United phải đối mặt với Arsenal và gần như đã thất bại khi Keane bị đuổi khỏi sân và Arsenal được hưởng một quả phạt đền vào phút chót. Nhưng Peter Schmeichel đã cản phá được, và trong thời gian thi đấu hiệp phụ Ryan Giggs đã có một pha đi bóng kỹ thuật từ giữa sân, vượt qua 4 cầu thủ Arsenal rồi sút tung nóc lưới của thủ môn David Seaman để có được bàn thắng đáng nhớ nhất trong sự nghiệp của mình giúp United đã giành chiến thắng. Sau đó, họ đánh bại Newcastle United 2-0 ở trận chung kết cúp FA tại sân Wembley nhờ hai bàn thắng của Teddy Sheringham và Paul Scholes. Tuy nhiên thắng lợi tại trận chung kết cúp châu Âu (sân Camp Nou của Barcelona) mới là đáng kinh ngạc nhất. Manchester United bị Bayern Munich dẫn trước 1-0 từ rất sớm nhờ cú sút phạt của Mario Basler, và hoàn toàn bế tắc trong 90 phút chính thức, nhưng chỉ trong 3 phút bù giờ, 2 quyết định sáng suốt của Ferguson: tiền đạo vào thay người Teddy Sheringham cân bằng tỉ số 1-1, và tiếp đó Ole Gunnar Solskjær, cũng là một sự thay người, đã ghi bàn ấn định tỉ số 2-1 cho Manchester United - một chiến thắng lịch sử.
Ngày 12 tháng 6 năm 1999, Ferguson đã được nữ hoàng Anh phong tước hiệu Hiệp sĩ cho những cống hiến của mình trong bóng đá.

#### Trận đấu tôn vinh năm 1999
Ngày 11 tháng 10, năm 1999, một trận đấu đặc biệt nhằm tôn vinh những đóng góp của Ferguson đã diễn ra. Manchester United đã chơi với một đội bóng được gọi là "Phần còn lại của đội thế giới XI", huấn luyện viên là Ottmar Hitzfeld, với đội hình bao gồm những cái tên như Henrik Larsson, Gianluca Vialli, Cafu, Paul Gascoigne, George Weah, Peter Schmeichel và Eric Cantona, nhưng sau 20 phút là một sự thay thế hàng loạt các cựu cầu thủ Mancheser United: Peter Schmeichel, Paul Parker, Clayton Blackmore, Steve Bruce, Gary Pallister, Darren Ferguson, Mark Hughes, Lee Sharpe, và ba số bảy: Bryan Robson, David Beckham, Eric Cantona. Đội "phần còn lại của thế giới XI" đã thắng 4-2.

#### Ba mùa giải vô địch Premier League liên tiếp
Manchester United tiếp tục vô địch mùa giải 1999-2000 với chỉ 3 trận thua và hơn đội xếp thứ hai là Arsenal tới 18 điểm. Khoảng cách lớn giữa United và phần còn lại của Premier League (mặc dù họ đã phải đối mặt với sự cạnh tranh gay gắt từ Arsenal và Leeds United cho tới các tuần cuối cùng của mùa giải), đã đặt ra một số câu hỏi liệu sự thống trị tài chính của một vài câu lạc bộ có thể trở thành một vấn đề đáng chú ý trong bóng đá Anh không?
Tháng 4 năm 2000, Manchester United công bố rằng họ đã đồng ý ký hợp đồng với tiền đạo người Hà Lan Ruud van Nistelrooy từ PSV Eindhoven với một khoản phí kỷ lục 18 triệu bảng Anh. Nhưng vụ chuyển nhượng bị hoãn lại khi van Nistelrooy không vượt qua cuộc kiểm tra y tế do chấn thương đầu gối, và sau đó anh trở về quê hương với quyết tâm lấy lại thể lực, điều này mất tới gần một năm.
Ferguson cũng ký hợp đồng với thủ môn 28 tuổi của Pháp Fabien Barthez từ Monaco với giá 7.8 triệu bảng, làm cho Barthez trở thành thủ môn đắt giá nhất được ký kết bởi một câu lạc bộ Anh, và United giành chức vô địch một lần nữa, trở thành câu lạc bộ thứ tư trong lịch sử giành chức vô địch ba mùa giải liên tiếp. Họ cũng đuổi kịp kỷ lục 10 lần liên tiếp về nhất và nhì của Liverpool năm 1991.
Tuy nhiên, giới truyền thông cho rằng mùa giải 1999-2000 và 2000-2001 là thất bại của United do câu lạc bộ không giành được Cúp châu Âu nào nữa, (thua Real Madrid tại bán kết năm 2000 và Bayern Munich năm 2001)

#### Giai đoạn 2000–2002
Trong mùa giải 2001, Nistelrooy đến với câu lạc bộ và ngay sau đó Manchester United một lần nữa phá vỡ kỷ lục chuyển nhượng của bóng đá Anh khi trả Lazio 28.1 triệu bảng cho tiền vệ tấn công người Argentina Juan Sebastián Verón, mặc dù anh không đáp ứng được những kì vọng xứng đáng với mức phí chuyển nhượng cao của mình và 2 năm sau Veron được bán cho Chelsea với giá 15 triệu bảng.
Mùa giải 2001 – 2002, trung vệ Stam đã được bán cho Lazio với giá thỏa thuận 16 triệu bảng, lý do cho sự ra đi của anh được tiết lộ trong đầu cuốn tự truyện của mình: Anh nói rằng mình đã bị di chuyển bất hợp pháp đến Manchester United bởi Ferguson trước khi câu lạc bộ cũ PSV của anh được thông báo. Ferguson thay thế Stam bằng trung vệ của Inter Milan Laurent Blanc trước khi mùa giải bắt đầu. Ferguson mất trợ lý Steve McClaren, người trở thành huấn luyện viên của Middlesbrough và bổ nhiệm Jim Ryan làm trợ lý tạm thời.
Đến ngày 8 tháng 12 năm 2001, sau sự khởi đầu cực kỳ tồi tệ với một chiến thắng và 6 thất bại trong 7 trận đấu của giải ngoại hạng, MU đứng thứ 9 trên bảng xếp hạng, kém 11 điểm so với đội dẫn đầu Livepool. Đã có những lo ngại rằng họ không thể vô địch hay thậm chí không đủ điều kiện để chơi tại cúp C1. Sau đó từ giữa tháng 12 đến cuối tháng 1, United thắng 8 trận liên tiếp, họ leo lên phía trên bảng xếp hạng và trở lại cuộc đua đến ngôi vô địch, mặc dù vậy, United vẫn kết thúc ở vị trí thứ 3 tại giải quốc nội và đối thủ của họ là Arsenal của huấn luyện viên Wenger, đã giành chức vô địch ở Old Trafford với chiến thắng 1-0 ở trận đấu áp chót của mùa giải sau khi Manchester United mất điểm trong một vài trận đấu quan trọng khác của mùa giải trong quá trình nước rút.
Manchester United cũng không thành công ở châu Âu, khi họ thua tại trận bán kết với bàn thắng trên sân khách của Bayer Leverkusen, sớm bị loại khỏi League cup và FA cup có nghĩa là họ kết thúc mùa giải trắng tay, đây là lần đầu tiên kể từ năm 1989, họ kết thúc mùa giải mà không là á quân của bất kỳ một giải đấu lớn nào.
Mùa giải 2001-2002 được cho là mùa giải cuối cùng Ferguson dẫn dắt Manchester United, và ngày về hưu của ông đã được tiết lộ một cách lờ mờ - như một sự lý giải cho phong độ kém cỏi của các cầu thủ. Ferguson tự mình thừa nhận rằng quyết định thông báo nghỉ hưu của ông đã dẫn đến một tác động tiêu cực đến các cầu thủ và khả năng áp đặt kỷ luật cho đội bóng của mình. Nhưng đến tháng 2 năm 2002, ông đã đồng ý ở lại đội bóng thêm ít nhất là ba năm nữa.

#### Mùa giải 2002–03
Manchester United lại phá vỡ kỷ lục chuyển nhượng Anh một lần nữa khi họ trả Leeds United 30 triệu bảng cho trung vệ 24 tuổi Rio Ferdinand. Ferguson đưa huấn luyện viên Bồ Đào Nha Carlos Queiroz về làm trợ lý cho mình.
Manchester United đã giành chức vô địch thứ tám của họ, trong khi chỉ hơn hai tháng trước khi kết thúc mùa giải họ kém 8 điểm so với đội đầu bảng Arsenal. Tuy nhiên, sự cải thiện phong độ của United cùng với việc Arsenal sa sút đã dần đưa mọi thứ trở lại tầm kiểm soát của đội bóng chủ sân Old Trafford. Ferguson mô tả chức vô địch này như là điều khiến ông vui mừng nhất, như đánh dấu cho sự trở lại đáng chú ý của United. Chặng đua cuối cùng Man United thắng 10, hòa 1, trong đó có chiến thắng trước Liverpool với tỉ số 4-0, đè bẹp Newcastle United 6-2, và bất bại kể từ ngày Boxing Day (26/12). Đây không phải là lần đầu tiên Ferguson chứng tỏ được bản lĩnh và sự điềm tĩnh của mình trước người đồng nghiệp Arsene Wenger.

#### Mùa giải 2003–04
Ferguson hướng Manchester United đến chiếc cúp FA thứ mười một của họ vào cuối mùa giải 2003-04, nhưng đó là một mùa giải đáng thất vọng khi họ kết thúc ở vị trí thứ ba tại Premier League (mùa giải mà Arsenal không thua một trận nào) và tại Champions League bị loại một cách đau đớn bởi đội bóng vô địch năm đó là FC Porto. Rio Ferdinand đã bỏ lỡ bốn tháng cuối cùng của mùa giải, khi bị cấm thi đấu do đã bỏ lỡ cuộc kiểm tra doping. Những bản hợp đồng mới như Eric Djemba-Djemba và José Kleberson đều đáng thất vọng, United đã cố gắng ký hợp đồng với Ronaldinho và Fergie tin rằng thỏa thuận sẽ thành công trước khi Peter Kenyon tuyên bố nó bất thành, nhưng ông đã ký được hợp đồng với cầu thủ chạy cánh người Bồ Đào Nha Cristiano Ronaldo. Tiền đạo Louis Saha, được mua vào tháng Giêng, cũng đã chứng minh được khả năng của mình thay cho Ole Gunnar Solskjaer đang chấn thương.

#### Mùa giải 2004–05
Khi mùa giải 2004-05 chuẩn bị bắt đầu, tiền đạo trẻ Wayne Rooney (cầu thủ trẻ đắt giá nhất thế giới với 20 triệu bảng) và hậu vệ người Argentina Gabriel Heinze gia nhập United. Tuy nhiên, việc thiếu một tiền đạo sau khi van Nistelrooy bị chấn thương trong phần lớn mùa giải đã khiến Man United kết thúc mùa giải ở vị trí thứ ba lần thứ ba trong bốn mùa. Tại cúp FA họ thua Arsenal trên chấm phạt đền. Bị đánh bại tại vòng 2 cúp C1 bởi AC Milan và thua ở bán kết League Cup trước Chelsea (cũng là đội vô địch Premier League) và hoàn toàn trắng tay tại mùa giải này.
Công việc Ferguson chuẩn bị cho mùa giải đã bị gián đoạn bởi một vụ tranh chấp với cổ đông lớn của John Magnier, về quyền sở hữu của con ngựa đua Rock of Gibraltar. Khi Magnier và đối tác kinh doanh JP McManus đồng ý bán cổ phần cho ông trùm kinh doanh Mỹ Malcolm Glazer, dọn đường cho Glazer để có được toàn quyền kiểm soát của câu lạc bộ. Điều này làm dấy lên những cuộc biểu tình bạo lực từ người hâm mộ United, và phá vỡ kế hoạch tăng cường đội bóng trong thị trường chuyển nhượng của Ferguson. Mặc dù vậy, United vẫn đi tìm hướng giải quyết cho vấn đề thủ môn và hàng tiền vệ của họ. Man United đã ký hợp đồng với thủ môn người Hà Lan Edwin van der Sar từ Fulham và ngôi sao Hàn Quốc Park Ji-Sung từ PSV.
Mùa giải này là mùa giải mang tính chất chuyển giao của United. Ngày 18 tháng 11, Roy Keane đã chính thức rời câu lạc bộ, hợp đồng chấm dứt với sự chấp thuận của cả hai bên. United không đủ điều kiện tham dự vòng knock-out của cúp C1. Trong thị trường chuyển nhượng mùa đông United đã ký hợp đồng với trung vệ người Serbia Nemanja Vidic và hậu vệ người Pháp Patrice Evra, và United kết thúc mùa giải với vị trí thứ hai sau Chelsea. Cúp Liên đoàn chỉ là danh hiệu an ủi cho Man United, trong khi đó tương lai của Ruud van Nistelrooy tại Old Trafford bị đặt dấu hỏi sau khi anh không ra sân từ đầu trong trận chung kết Carling Cup, và anh đã ra đi vào cuối mùa giải.

#### Mùa giải 2006–07
Trong năm 2006, Michael Carrick đến United với giá 14 triệu bảng có thể coi như là một sự thay thế cho Roy Keane, mặc dù con số cuối cùng có thể lên đến 18.6 triệu tùy thuộc vào phong độ và kết quả thi đấu. United khởi đầu mùa giải khá tốt khi thắng bốn trận đầu tiên. Họ đứng đầu bảng Premier League và giữ vững vị trí này cho đến hết 38 vòng đấu. Các hợp đồng trong tháng 1 năm 2006 đã có một tác động rất lớn đến màn trình diễn của United, Patrice Evra và Nemanja Vidic đã tạo thành một bộ khung vững chắc cùng với những cựu binh Rio Ferdinand và đội trưởng Gary Neville. Bản hợp đồng Michael Carrick, vốn được đặt câu hỏi và chỉ trích bởi phần lớn của các phương tiện truyền thông, đã mang lại sự ổn định và sáng tạo cho hàng tiền vệ United, anh đá cặp rất ăn ý với Paul Scholes. Park Ji-Sung và Ryan Giggs đều nhấn mạnh giá trị của họ trong đội hình chính thức bằng việc tăng tốc độ và sự sắc sảo trong những đợt tấn công với Wayne Rooney và Cristiano Ronaldo phía trên.
Ferguson kỷ niệm 20 năm dẫn dắt Manchester United vào ngày 06 tháng 11 năm 2006. Sự tri ân đến từ những cầu thủ của ông cả trong quá khứ và hiện tại, cũng như người đối địch với ông - Arsene Wenger, cựu đội trưởng Roy Keane. Bữa tiệc trở nên kém vui vào ngày hôm sau khi United để thua trước Southend tại vòng thứ tư Carling Cup. Tuy nhiên, vào ngày 01 tháng 12, Manchester United công bố đã ký thành công một bản hợp đồng cho mượn Henrik Larsson - một cầu thủ mà Ferguson đã ngưỡng mộ trong nhiều năm, và đã cố gắng để mua trước đó. Ngày 23 tháng 12 năm 2006, Cristiano Ronaldo ghi bàn thắng thứ 2000 của câu lạc bộ dưới quyền lãnh đạo của Ferguson trong trận đấu với Aston Villa. Sau đó, Manchester United đã giành chức vô địch thứ chín của họ tại Premier League nhưng bị lỡ mất danh hiệu cúp FA do bàn thắng muộn của Didier Drogba(Chelsea) tại trận chung kết.
Ở Champions League, câu lạc bộ đến vòng bán kết, trước đó đã đè bẹp Roma 7-1 trên sân nhà tại lượt về tứ kết, nhưng thất bại tại San Siro Milan 3-0 ở bán kết lượt về sau khi thắng 3-2 ở lượt đi (chung cuộc 3-5). Tuy nhiên, nó là một dấu hiệu mạnh mẽ chứng tỏ sự trở lại thống trị ngoại hạng Anh sau một vài năm bị lu mờ bởi Arsenal và đặc biệt là Chelsea.

#### Mùa giải 2007–08

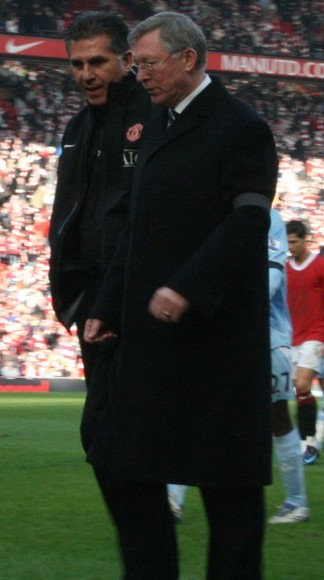
Ferguson và trợ lý Carlos Queiroz

Đến mùa giải 2007-08, Ferguson đã có những bản hợp đồng đáng chú ý củng cố đội hình cho United. Owen Hargreaves gia nhập câu lạc bộ từ Bayern Munich sau một năm đàm phán. Ferguson tiếp tục bổ sung thêm hàng tiền vệ với cầu thủ chạy cánh người Bồ Đào Nha Nani và tiền vệ người Brazil Anderson. Chữ ký cuối cùng của mùa hè là của Carlos Tevez từ West Ham United sau quãng thời gian đàm phán rất phức tạp.
United đã bắt đầu mùa giải tồi tệ, hòa 2 trận đấu đầu tiên trước khi thất bại 0-1 trước đối thủ cùng thành phố Manchester City. Tuy nhiên, United đã phục hồi và bắt đầu một cuộc rượt đuổi với Arsenal. Sau khi cải thiện được phong độ các cầu thủ, Ferguson tuyên bố rằng trong suốt thời gian của mình tại Manchester United, đây là đội hình tốt nhất ông đã quản lý và xây dựng.
Ngày 16 tháng 2 năm 2008, United đánh bại Arsenal 4-0 trong trận đấu vòng 5 Cup FA tại Old Trafford, nhưng đã bị loại bởi Portsmouth (đang xếp giữa bảng xếp hạng) trong trận tứ kết ngày 08 Tháng 3, với tỉ số 0-1 trên sân nhà. United đã bị từ chối một quả phạt đền, và Ferguson sau trận đấu đã Keith Hackett, tổng giám đốc của PGMOB, là "không làm đúng công việc của mình". Ferguson sau đó đã phải nộp phạt cho FA và là lần thứ hai ông phải đối mặt với những rắc rối liên quan đến trọng tài, lần trước là khiếu nại của ông khi United để thua 0-1 trước Bolton Wanderers.Ngày 11 Tháng 5 năm 2008, Ferguson đưa Manchester United đến danh hiệu Premier League thứ 10, tròn 25 năm sau ngày ông đã dẫn dắt Aberdeen đánh bại Real Madrid để giành được cúp châu Âu. Đối thủ của United là Chelsea xếp ngay sau với hiệu số bàn thắng thua kém hơn. United giành chiến thắng 2-0 trước Wigan Athletic - đang được huấn luyện bởi cựu đội trưởng MU Steve Bruce.
Ngày 21 Tháng 5 năm 2008, Ferguson giành được chiếc cúp C1 thứ hai của mình với Manchester United khi họ đánh bại Chelsea 6-5 trên chấm phạt đền tại sân vận động Luzhniki ở Moscow, sau khi hòa 1-1 trong 120 phút thi đấu chính thức. Pha bỏ lỡ của Cristiano Ronaldo đã cho John Terry cơ hội rất lớn mang lại chiếc cúp C1 đầu tiên cho Chelsea nếu thành công, nhưng Terry cũng lại bỏ lỡ và cuối cùng Edwin van der Sar đẩy được cú sút của Nicolas Anelka và mang đến danh hiệu vô địch châu Âu cho Manchester United lần thứ hai dưới thời Ferguson và lần thứ ba trong lịch sử.
Sau khi giành được chiếc Cúp châu Âu, Ferguson đã tuyên bố ý định rời khỏi Manchester United trong vòng ba năm tới của mình, có nghĩa là ông sẽ ra đi vào mùa hè năm 2011.

#### Mùa giải 2008–09
Mặc dù đội bóng có một khởi đầu chậm chạp mùa giải 2008-09, United vô địch Premier League sớm một vòng đấu, giúp cho Ferguson trở thành huấn luyện viên đầu tiên trong lịch sử của bóng đá Anh giành được danh hiệu Premier League ba năm liên tiếp vào hai thời điểm khác nhau. Tổng cộng Ferguson đã giành được 11 chức vô địch tại Manchester United, và thành công ở mùa giải 2008-09 đặt câu lạc bộ ngang với Liverpool đều có số lần vô địch là 18. Họ cũng giành được cúp Liên đoàn sau khi vượt qua Tottenham Hotspur trên chấm 11m. Vào ngày 27 tháng 5 năm 2009, Manchester United vào đến trận chung kết cúp C1 châu Âu gặp Barcelona nhưng đã để thua 0-2.
Sau lễ trao giải, Ferguson nói rằng ông sẽ ở lại United cho đến khi sức khỏe còn cho phép ông và ông sẽ vui mừng khi giành chức vô địch một lần nữa. Điều này sẽ làm cho United vượt qua đối thủ Liverpool để trở thành đội bóng giàu thành tích nhất nước Anh.

#### Mùa giải 2009–10
Trong mùa giải 2009-2010, Ferguson đã thêm một danh hiệu Cúp Liên đoàn nữa vào bộ sưu tập của mình khi United đánh bại Aston Villa 2-1 ở Wembley ngày 28 tháng 2 năm 2010. Tuy nhiên, giấc mơ về một Cup châu Âu lần thứ ba đã kết thúc vài tuần sau đó khi United để thua Bayern Munich tại vòng tứ kết. Và hy vọng của họ về lần vô địch thứ 19 đã kết thúc vào ngày cuối cùng của mùa giải, khi Chelsea nghiền nát Wigan Athletic 8-0 và lên ngôi vô địch, khiến chiến thắng 4-0 của United với Stoke City trở nên vô nghĩa. Khoảng thời gian này, nhiều tờ báo cho rằng Ferguson sẽ nghỉ hưu vào cuối mùa giải 2010-11, nhưng ông bác bỏ những tin đồn này và khẳng định rằng ông muốn đạt được những thứ cao hơn và sẽ không nghỉ hưu cho đến khi không thể chiến đấu được nữa.

#### Mùa giải 2010–11

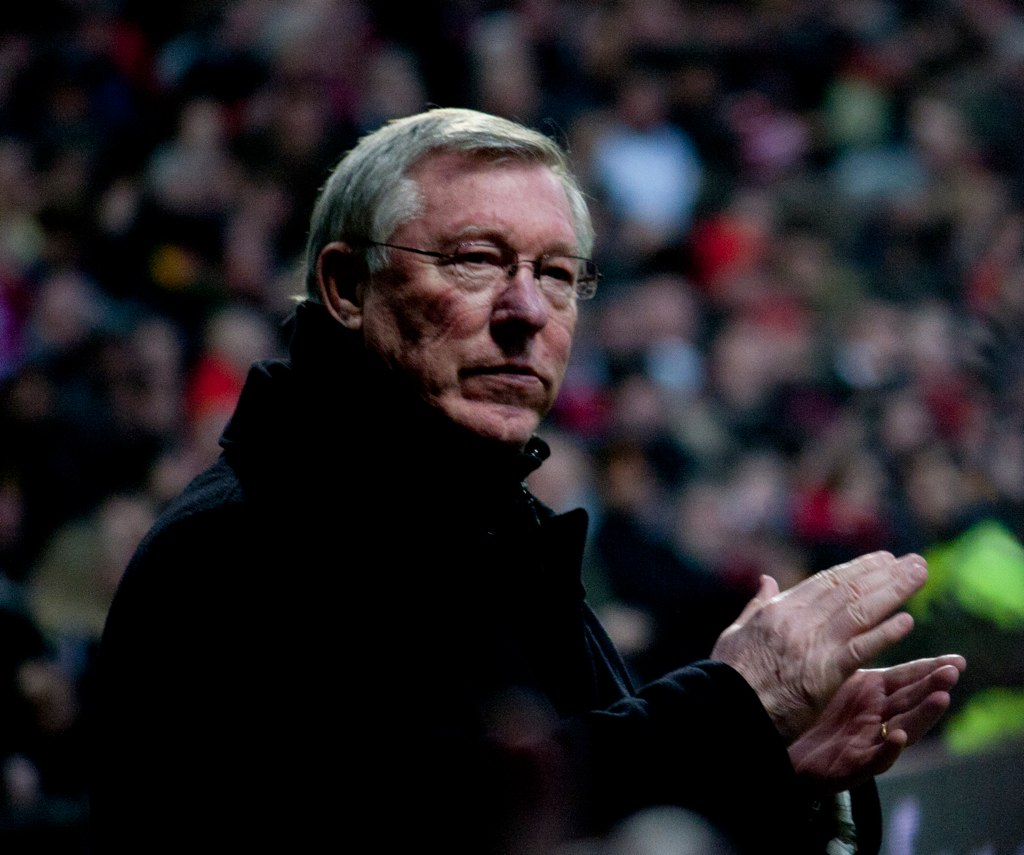
Huấn luyện viên Alex Ferguson trong trận Manchester United gặp Crawley Town

Ngày 08 tháng 8 năm 2010, Ferguson có thêm một danh hiệu Siêu cúp nước Anh vào bảng thành tích của mình khi United đánh bại Chelsea 3-1 tại Wembley. Ngày 19 Tháng 12 năm 2010, Ferguson trở thành huấn luyện viên dẫn dắt Manchester United dài nhất trong lịch sử, vượt qua kỷ lục 24 năm 1 tháng và 13 ngày của Sir Matt Busby. Ông kết thúc mùa giải bằng danh hiệu Premier League thứ 12 của mình và thứ 19 của Manchester United, do đó vượt qua kỷ lục 18 lần của Liverpool để trở thành câu lạc bộ giàu thành tích nhất vương quốc Anh. Manchester United đã phải đối mặt với Barcelona một lần nữa vào ngày 28 tháng 5 năm 2011 trong trận Chung kết Champions League thứ ba của họ trong bốn năm, nhưng United thua 1-3. Nhà phân tích Alan Hansen tin rằng Ferguson là "chìa khóa thành công của United mùa giải". Với Edwin van der Sar, Gary Neville và Paul Scholes giải nghệ vào năm 2011, Ferguson đã chi đậm cho các thương vụ: trung vệ Phil Jones từ Blackburn Rovers với giá khoảng 16 triệu bảng, tiền vệ cánh Ashley Young từ Aston Villa khoảng 17 triệu bảng, và thủ môn David de Gea từ Atletico Madrid với giá 17.8 triệu bảng.

#### Mùa giải 2011–12
Ferguson bắt đầu mùa giải mới với trận tranh Siêu cúp nước Anh với Manchester City tại sân Wembley. Manchester United đã bị dẫn trước 0-2 nhưng sau đó lội ngược dòng và thắng lại 3-2, qua đó Ferguson có thêm 1 danh hiệu nữa nâng tổng số danh hiệu ông giành được với Manchester United lên con số 37. Thế nhưng, nếu may mắn thì Sir Alex sẽ có thêm một chiếc cúp ngoại hạng (nếu Man City không có thêm 2 bàn thắng quyết định vào lưới của QPR ở những phút bù giờ)

#### Mùa giải 2012–13: Mùa giải cuối cùng
Với ngôi sao người Hà Lan Robin van Persie gia nhập từ Arsenal với giá 24 triệu bảng, Manchester United băng băng trên con đường đến ngôi vô địch Premier League, nhờ tài chỉ đạo xuất sắc của Sir Alex và tài nổ súng đúng lúc để cứu rỗi đội bóng của van Persie. Đó là một lời chia tay đẹp với Alex Ferguson, vị huấn luyện viên 71 tuổi này đã giải nghệ vào cuối mùa giải vì lý do sức khỏe không đảm bảo và để chăm sóc gia đình. Tuy vậy ông vẫn giữ một chức trong ban giám đốc của Manchester United với cương vị là giám đốc kỹ thuật và Đại sứ. Người kế vị ông là David Moyes, huấn luyện viên 50 tuổi người Scotland, đã chia tay Everton vào cuối mùa giải để dẫn dắt Manchester United.

#### Thành tích của Alex Ferguson với Man United tại Premier League
- Điểm số nhiều nhất: 1600 điểm (745 trận: 480 thắng, 160 hoà, 105 thua)
- Kỷ lục số bàn thắng ghi được nhiều nhất: 1480 bàn.
- Kỷ lục số trận đấu giữ sạch lưới nhiều nhất: 331 trận.
- Kỷ lục số bàn thắng ghi được trung bình mỗi trận đấu nhiều nhất: 1.96 bàn/trận.
- Kỷ lục số điểm đạt được trên sân nhà nhiều nhất: 901 điểm (373 trận: 279 thắng, 64 hoà, 30 thua)
- Kỷ lục số điểm đạt được trên sân khách nhiều nhất: 699 điểm (372 trận: 201 thắng, 96 hoà và 75 thua)
- Kỷ lục số khán giả đến sân trung bình lớn nhất: 61,555

Các số liệu thống kê tính đến ngày 10 tháng 11 năm 2011.

## Đời sống cá nhân
Sr. Alex Ferguson sống tại Wilmslow, hạt Cheshire, 18 km về phía nam của thành Manchester cùng vợ là Cathy Ferguson (tên khai sinh Holding, lấy nhau năm 1966 cho đến khi bà Cathy mất năm 2023). Họ có ba con trai.
Ferguson đã trải qua một cuộc phẫu thuật khẩn cấp vào ngày 5 tháng 5 năm 2018 sau khi bị xuất huyết não.

## Một số nhận xét
Sir Bobby Charlton:
| “ | Alex là một thiên tài thực sự. Cứ mỗi khi người ta nghĩ rằng ông đã tới ngưỡng của mình, ông ấy lại chứng tỏ họ sai và tiếp tục có thêm thành công. Cả khi ai đó cho rằng các cầu thủ còn quá trẻ, ông ấy luôn nghĩ khác. Và hãy nhìn Tom Cleverley cũng như các tài năng trẻ khác toả sáng ra sao ở mùa này. Alex luôn dạy bảo họ và họ luôn luôn lắng nghe. Ông ấy cứ thế tiếp tục công việc của mình với một nguồn năng lượng khó tin, tất cả vì động lực và khát khao muốn United trở thành đội bóng số 1 | ” |

Chicharito
| “ | Ông ấy hoàn toàn khác biệt. Bạn không thể so sánh ông ấy với bất cứ ai Nhưng điều khiến tôi ấn tượng nhất với ông ấy, điều tôi nhận ra ngay từ lần gặp đầu tiên, là ông rất đơn giản. Bạn có thể nói về tất cả những danh hiệu ông đã đạt được trong suốt nhiều năm qua và sự nghiệp huấn luyện của ông, nhưng bạn sẽ không thực sự biết nếu không nhìn ông trên băng ghế chỉ đạo.. Mọi trận đấu đều giống như lần đầu của ông (trong nghiệp huấn luyện), ông luôn rất phấn khích, nhiệt tình và muốn giành thật nhiều chiến thắng. Đó chính là chìa khóa dẫn tới thành công của Sir Alex. Ông ấy không bao giờ cảm thấy nhàm chán với chiến thắng và luôn thích thú với những gì đang làm. Mỗi ngày ông đều hỏi tôi cảm thấy thế nào, bất kể tôi đang ổn hay cần điều gì đó. Ông là một con người không thể tin được. Ông luôn muốn bạn ghi nhớ rằng trước khi là 1 cầu thủ bóng đá, bạn phải là một con người tốt. Tôi hy vọng ông sẽ tiếp tục ở lại vài năm nữa để 1 ngày khi tôi giải nghệ, tôi có thể tự hào nói mình là một trong những cầu thủ của ông. | ” |

Eric Cantona:
| “ | Ferguson chính là MU | ” |

Harrison - huấn luyện viên đội trẻ Manchester United
| “ | Khi chúng tôi theo đuổi một cầu thủ trẻ nào đó, Ferguson luôn sẵn sàng đi đến bất kỳ đâu, để có thể nói chuyện trực tiếp với phụ huynh của chú bé. Những việc như thế đã đem lại rất nhiều điều cho MU. Chẳng mấy người biết, Fergie giành nhiều thời gian xem các cầu thủ trẻ thi đấu như thế nào. Mỗi khi MU có trận đấu trên sân nhà, ông ấy luôn đến sân tập trước, dành cả giờ đồng hồ theo dõi bọn trẻ thi đấu, và chỉ lên xe đến Old Trafford cho kịp giờ. Bạn cũng chẳng cần giới thiệu với Fergie cậu bé triển vọng nào cả, vì những cái đó chắc chắn là ông ấy biết từ lâu rồi. | ” |

David Beckham:
| “ | Ông ấy là người luôn đặt công việc lên hàng đầu. Tất cả những gì ông ấy làm, đều là vì MU. Đó là điều khiến tôi luôn kính trọng Alex Ferguson | ” |

Gary Pallister (trung vệ nổi tiếng một thời của MU):
| “ | Ông ấy đã làm việc cật lực, để thay đổi MU, đặc biệt là trong hệ thống săn tìm tài năng và chính sách dành cho cầu thủ trẻ, chứ không đơn giản là hoàn thành công tác huấn luyện. | ” |

Paul Scholes:
| “ | Chẳng ai có thể tưởng tượng được một MU không có Alex. Một ngày nào đó, chuyện ấy sẽ đến nhưng đó sẽ là một mất mát rất lớn. Hãy nhìn vào những gì ông ấy đã đóng góp cho CLB. Chắc chắn, nếu một ai đó đến thay Alex, người đó sẽ phải lấp đầy một khoảng trống mênh mông. | ” |

Kenny Dalglish
| “ | Những gì ông ấy làm được cùng MU thật phi thường và theo tôi ông ấy thậm chí đã vượt qua huyền thoại của Sir Matt Busby với những thành quả vĩ đại mà mình đã đạt được. Trụ lại tại bất cứ CLB nào trong 25 năm đều là điều khó tin và mỗi thành công mà ông ấy có được lại tô điểm thêm cho sự gắn bó giữa ông ấy và CLB của mình. Khi bạn hồi tưởng lại về tình trạng của đội bóng MU trước khi ông ấy xuất hiện thì bạn sẽ càng phải kinh ngạc với vị thế hiện tại của họ mà một tay ông ấy đã xây dựng nên. Tôi không nghĩ chúng ta có thể chứng kiến Fergie tại vị được suốt 25 năm qua nếu không có cú đánh đầu ghi bàn của Mark Robins trước Nottingham Forrest. Nhưng cho dù có ai lập lại được thời gian 25 ấy trong tương lai cũng không liên quan, không ai có thể sánh với thành tựu mà ông ấy đã đạt được cả. | ” |

Arsene Wenger
| “ | Đó là một sự cống hiến và nó là một thành tích quá tuyệt vời. Ông ấy xứng đáng là một huấn luyện viên hàng đầu bởi những phẩm chất cũng như những cống hiến đặc biệt của mình. Có một điều chắc chằn rằng ông ấy đã phải thao thức rất nhiều trước mỗi trận đấu và đôi khi là cả sau mỗi trận đấu nữa. | ” |

Mourinho
| “ | Alex Ferguson là một huấn luyện viên tuyệt vời. Chúng tôi thuộc hai thế hệ hoàn toàn khác nhau bởi thế nhiều người cho rằng tôi và ông ấy không có điểm gì chung. Tuy nhiên, thực tế lại hoàn toàn ngược lại. Tôi tự hào vì có rất nhiều điểm giống Sir Alex. Mỗi khi tôi và ông ấy đối đầu nhau, bất kể ai giành chiến thắng chúng tôi vẫn luôn chào và chúc mừng nhau bằng những cái ôm thân thiết và cả một chút rượu. | ” |

Roberto Mancini
| “ | Sir Alex là một người thầy trong bóng đá và tất cả các huấn luyện viên nên học hỏi ông ấy. Tôi luôn dành sự tôn trọng rất lớn đối với Ferguson, vì ông ấy đã giành được tất cả các danh hiệu cao quý trong vòng 25 năm qua. Tuy đã có một sự nghiệp lẫy lừng, nhưng dường như Fergie vẫn chưa muốn dừng lại. Đó là điều mà tôi và các huấn luyện viên trẻ khác nên noi theo. Với những người hơn 50 tuổi, phải tập trung làm việc với cường độ cao mỗi ngày để giúp đội bóng của mình giành chiến thắng trong mọi trận đấu đã là một điều khó khăn. Chứ chưa nói gì tới một người đang ở độ tuổi 69 như Ferguson. | ” |

Gary Neville
| “ | Ông ấy đã làm tốt công việc của mình trong 25 năm, vậy tại sao ông ấy lại phải nghỉ chứ? Sir Alex luôn xem việc dẫn dắt United là một thách thức. Tôi biết được điều đó từ khi là một cầu thủ. Tôi biết điều đó khi còn là một người hâm mộ. Điều đó khiến Sir Alex luôn trẻ trung. Đã có lúc mọi người nói rằng ông ấy sẽ nghỉ hưu, nhưng đó đã là quá khứ. Ông ấy hiểu rõ United, biết cách đưa United đến thành công. Đội bóng đang phát triển với nhiều cầu thủ trẻ trong đội hình và hy vọng sẽ thu được nhiều thành quả từ đó. Sẽ không ngạc nhiên nếu Sir Alex tiếp tục dẫn dắt United hơn 5 năm nữa," | ” |

Steve Bruce (huấn luyện viên của Hull City Tigers):
| “ | Tôi rất sợ Ferguson. Ông ấy luôn khiến người ta phải kính nể và tôn trọng về cách làm việc rất khác người. Ferguson thường xuyên quan sát, đi thẳng đến bên chúng tôi vỗ vai từng người và yêu cầu tất cả hãy sẵn sàng. Rất sợ, rất lạ, đó là cảm giác chung nhưng chúng tôi dần quen với điều đó. Nếu những ai quá lo lắng và không quen với điều này, sẽ rất khó để bước vào một trận đấu của Man United. Khi đó chúng tôi hiểu chỉ có chiến thắng mới làm ông ấy hài lòng. Điều này giúp chúng tôi mạnh mẽ hơn và chơi tự tin hơn. Đó là một cách làm đặc biệt chỉ có ở những người đặc biệt. Ferguson là một huấn luyện viên đáng kính trọng và tôi mong có thể làm theo được như ông ấy.' | ” |

Steve Kean (huấn luyện viên của Blackburn):
| “ | Ferguson đã làm được một việc thật vĩ đại đó là biến Man United thành đội bóng số một của nước Anh. Ông ấy gây ấn tượng mạnh cho tôi ở sự tự tin, cách thức điều chỉnh trận đấu, điều chỉnh các học trò để đi đến chiến thắng. Không chỉ vậy, tôi còn ấn tượng với việc ông ấy đã xây dựng cho Man United những lứa cầu thủ trẻ tài năng, điều chẳng đội bóng nào ở Anh có thể làm được | ” |

Andre Villa-Boas (huấn luyện viên Tottenham Hotspur)
| “ | "25 năm, thật quá khủng khiếp! Tôi sinh ra và sống ở Porto 16 năm trước khi được đi đây đó cùng Porto. Nhưng điều đó hoàn toàn khác với việc Ferguson gắn bó tới 25 năm với Man United. Đó là điều không tưởng, điều tuyệt vời nhất mà bất kỳ huấn luyện viên nào cũng muốn làm được. Ông ấy là một huấn luyện viên tài năng và những gì có cùng Man United đã chỉ ra một cách rõ ràng điều đó". | ” |

Ryan Giggs
| “ | Sir Alex chắc chắn là người có ảnh hưởng lớn nhất trong sự nghiệp của tôi. Đến giờ, tôi đã biết ông ấy được 25 năm, từ khi 13 tuổi cho đến thời điểm này. Sir Alex luôn luôn hỗ trợ và giúp tôi phát triển lối chơi của mình. Ông ấy luôn biết điều gì là tốt nhất cho sự nghiệp của tôi, nhất là ở thời điểm đầu tiên và bây giờ, khi đã ở giai đoạn cuối". | ” |

#### Khán đài Sir Alex Ferguson
Ngày 5 tháng 11 năm 2011 Ngài Alex đã nhận một lời tri ân vô cùng đặc biệt và ý nghĩa nhân dịp 25 năm ngày ông lên nắm quyền tại Manchester United: khán đài lớn nhất tại Old Trafford đã được đổi tên thành khán đài Sir Alex Ferguson. Việc đổi tên này chỉ được công bố ngay trước khi trận đấu với Sunderland diễn ra. Đây là lần đầu tiên trong lịch sử 101 năm của Old Trafford, một khán đài được đặt theo tên một cá nhân. Không chỉ vậy, một bức tượng của Sir Alex đang trong quá trình hoàn thành dưới tay nhà điêu khắc Phillip Jackson. Bức tượng này chính thức được đặt ở lối vào sân Old Trafford vào tháng 8 năm 2012.
Trước đó, vào chiều ngày 29/06/2011, Sir Alex Ferguson đã được trường đại học Stirling của Scotland trao học vị tiến sĩ danh dự vì có những đóng góp to lớn đối với thể thao.

## Đối đầu với các huấn luyện viên khác

### Arsène Wenger
| Mùa bóng | Sân nhà           | Tỷ số     | Sân khách         | Địa điểm           | Giải đấu              |
| -------- | ----------------- | --------- | ----------------- | ------------------ | --------------------- |
| 1996-97  | Manchester United | 1-3       | Arsenal           | Old Trafford       | Premier League        |
|          | Arsenal           | 3-3       | Manchester United | Highbury           | Premier League        |
| 1997-98  | Manchester United | 0-1       | Arsenal           | Old Trafford       | Premier League        |
|          | Arsenal           | 3-2       | Manchester United | Highbury           | Premier League        |
| 1998     | Arsenal           | 3-0       | Manchester United | Wembley Stadium    | FA Community Shield   |
| 1998-99  | Manchester United | 1-1       | Arsenal           | Old Trafford       | Premier League        |
|          | Arsenal           | 3-0       | Manchester United | Highbury           | Premier League        |
|          | Arsenal           | 0-0       | Manchester United | Villa Park         | FA Cup                |
|          | Manchester United | 2-1       | Arsenal           | Villa Park         | FA Cup                |
| 1999     | Arsenal           | 2-1       | Manchester United | Wembley Stadium    | FA Community Shield   |
| 1999-00  | Manchester United | 1-1       | Arsenal           | Old Trafford       | Premier League        |
|          | Arsenal           | 1-2       | Manchester United | Highbury           | Premier League        |
| 2000-01  | Manchester United | 6-1       | Arsenal           | Old Trafford       | Premier League        |
|          | Arsenal           | 1-0       | Manchester United | Highbury           | Premier League        |
| 2001-02  | Manchester United | 0-1       | Arsenal           | Old Trafford       | Premier League        |
|          | Arsenal           | 3-1       | Manchester United | Highbury           | Premier League        |
|          | Arsenal           | 4-0       | Manchester United | Highbury           | League Cup            |
| 2002-03  | Manchester United | 2-0       | Arsenal           | Old Trafford       | Premier League        |
|          | Arsenal           | 2-2       | Manchester United | Highbury           | Premier League        |
|          | Manchester United | 0-2       | Arsenal           | Old Trafford       | FA Cup                |
| 2003     | Manchester United | 1-1 (4-3) | Arsenal           | Millennium Stadium | FA Community Shield   |
| 2003-04  | Manchester United | 0-0       | Arsenal           | Old Trafford       | Premier League        |
|          | Arsenal           | 1-1       | Manchester United | Highbury           | Premier League        |
|          | Arsenal           | 0-1       | Manchester United | Villa Park         | FA Cup                |
| 2004     | Arsenal           | 3-1       | Manchester United | Millennium Stadium | FA Community Shield   |
| 2004-05  | Manchester United | 2-0       | Arsenal           | Old Trafford       | Premier League        |
|          | Arsenal           | 2-4       | Manchester United | Highbury           | Premier League        |
|          | Arsenal           | 0-0 (5-4) | Manchester United | Millennium Stadium | FA Cup                |
|          | Manchester United | 1-0       | Arsenal           | Old Trafford       | League Cup            |
| 2005-06  | Manchester United | 2-0       | Arsenal           | Old Trafford       | Premier League        |
|          | Arsenal           | 0-0       | Manchester United | Highbury           | Premier League        |
| 2006-07  | Manchester United | 0-1       | Arsenal           | Old Trafford       | Premier League        |
|          | Arsenal           | 2-1       | Manchester United | Emirates Stadium   | Premier League        |
| 2007-08  | Manchester United | 2-1       | Arsenal           | Old Trafford       | Premier League        |
|          | Arsenal           | 2-2       | Manchester United | Emirates Stadium   | Premier League        |
| 2008-09  | Manchester United | 0-0       | Arsenal           | Old Trafford       | Premier League        |
|          | Arsenal           | 2-1       | Manchester United | Emirates Stadium   | Premier League        |
|          | Manchester United | 1-0       | Arsenal           | Old Trafford       | UEFA Champions League |
|          | Arsenal           | 1-3       | Manchester United | Emirates Stadium   | UEFA Champions League |
| 2009-10  | Manchester United | 2-1       | Arsenal           | Old Trafford       | Premier League        |
|          | Arsenal           | 1-3       | Manchester United | Emirates Stadium   | Premier League        |
| 2010-11  | Manchester United | 1-0       | Arsenal           | Old Trafford       | Premier League        |
|          | Manchester United | 2-0       | Arsenal           | Old Trafford       | FA Cup                |
|          | Arsenal           | 1-0       | Manchester United | Emirates Stadium   | Premier League        |
| 2011-12  | Manchester United | 8-2       | Arsenal           | Old Trafford       | Premier League        |
|          | Arsenal           | 1-2       | Manchester United | Emirates Stadium   | Premier League        |
| 2012-13  | Manchester United | 2-1       | Arsenal           | Old Trafford       | Premier League        |
|          | Arsenal           | 1-1       | Manchester United | Emirates Stadium   | Premier League        |

| Alex Ferguson | Hòa | Arsène Wenger |
| ------------- | --- | ------------- |
| 20            | 11  | 17            |

### José Mourinho
| Mùa bóng | Sân nhà           | Tỷ số     | Sân khách         | Địa điểm          | Giải đấu              |
| -------- | ----------------- | --------- | ----------------- | ----------------- | --------------------- |
| 2003-04  | Porto             | 2-1       | Manchester United | Estádio do Dragão | UEFA Champions League |
|          | Manchester United | 1-1       | Porto             | Old Trafford      | UEFA Champions League |
| 2004-05  | Manchester United | 1-3       | Chelsea           | Old Trafford      | Premier League        |
|          | Chelsea           | 1-0       | Manchester United | Stamford Bridge   | Premier League        |
|          | Chelsea           | 0-0       | Manchester United | Stamford Bridge   | League Cup            |
|          | Manchester United | 1-2       | Chelsea           | Old Trafford      | League Cup            |
| 2005-06  | Manchester United | 1-0       | Chelsea           | Old Trafford      | Premier League        |
|          | Chelsea           | 3-0       | Manchester United | Stamford Bridge   | Premier League        |
| 2006-07  | Manchester United | 1-1       | Chelsea           | Old Trafford      | Premier League        |
|          | Chelsea           | 0-0       | Manchester United | Stamford Bridge   | Premier League        |
|          | Chelsea           | 1-0       | Manchester United | Wembley Stadium   | FA Cup                |
| 2007     | Chelsea           | 1-1 (0-3) | Manchester United | Wembley Stadium   | FA Community Shield   |
| 2008-09  | Inter Milan       | 0-0       | Manchester United | San Siro          | UEFA Champions League |
|          | Manchester United | 2-0       | Inter Milan       | Old Trafford      | UEFA Champions League |
| 2012-13  | Real Madrid       | 1-1       | Manchester United | Bernabeu          | UEFA Champions League |
|          | Manchester United | 1-2       | Real Madrid       | Old Trafford      | UEFA Champions League |

| Alex Ferguson | Hòa | José Mourinho |
| ------------- | --- | ------------- |
| 3             | 6   | 7             |

## Danh hiệu

### Cầu thủ
St Johnstone
- Scottish Division Two: 1962–63

Falkirk
- Scottish Division Two: 1969–70

#### Cá nhân
- Vua phá lưới giải hạng nhất Scotland: 1965-66

### Huấn luyện viên

#### St. Mirren
- Giải hạng nhất Scotland (1): 1977

#### Aberdeen
- Scottish Premier Division (3): 1979–80, 1983–84, 1984–85
- Cúp bóng đá Scotland (4): 1981–82, 1982–83, 1983–84, 1985–86
- Cúp Liên đoàn bóng đá Scotland (1): 1985–86
- Drybrough Cup (1): 1980
- UEFA Cup Winners' Cup (1): 1982–83
- UEFA Super Cup (1): 1983

#### Manchester United
- Premier League (13): 1992–93, 1993–94, 1995–96, 1996–97, 1998–99, 1999–2000, 2000–01, 2002–03, 2006–07, 2007–08, 2008–09, 2010–11, 2012–13
- Cúp FA (5): 1989–90, 1993–94, 1995–96, 1998–99, 2003–04
- Cúp EFL (4): 1991–92, 2005–06, 2008–09, 2009–10
- Siêu cúp Anh (10): 1990, 1993, 1994, 1996, 1997, 2003, 2007, 2008, 2010, 2011
- UEFA Champions League (2): 1998–99, 2007–08
- UEFA Cup Winners' Cup (1): 1990–91
- UEFA Super Cup (1): 1991
- Intercontinental Cup (1): 1999
- FIFA Club World Cup (1): 2008

### Các danh hiệu cá nhân
- Huấn luyện viên xuất sắc nhất giải ngoại hạng Anh (11): 1993–94, 1995–96, 1996–97, 1998–99, 1999–2000, 2002–03, 2006–07, 2007–08, 2008–09, 2010–11, 2012–13
- Huấn luyện viên thập kỷ LMA (1): 1990.
- Huấn luyện viên của năm LMA (4): 1998-99, 2007-08, 2010-11, 2012-13.
- Giải thưởng Hiệp hội huấn luyện viên LMA (2): 2009, 2011.
- Huấn luyện viên xuất sắc nhất tháng của giải ngoại hạng Anh (27): tháng 8 năm 1993, tháng 10 năm 1994, tháng 2 năm 1996, Tháng 3 năm 1996, tháng 2 năm 1997, tháng 10 năm 1997, tháng 1 năm 1999, tháng 4 năm 1999, Tháng 8 năm 1999, tháng 3 năm 2000, tháng 4 năm 2000, tháng 2 năm 2001, tháng 4 năm 2003, tháng 12 năm 2003, tháng 2 năm 2005, tháng 3 năm 2006, tháng 8 năm 2006, tháng 10 năm 2006, tháng 2 năm 2007, tháng 1 năm 2008, tháng 3 năm 2008, tháng 1 năm 2009, tháng 4 năm 2009, tháng 9 năm 2009, tháng 1 năm 2011, tháng 8 năm 2011, tháng 10 năm 2012.
- Huấn luyện viên của năm UEFA (1): 1998-1999.
- Đội hình xuất sắc nhất năm của UEFA (2): 2007, 2008.
- Onze d'Or HLV của năm (3): 1999, 2007, 2008.
- Huấn luyện viên hay nhất năm do tạp chí thế giới IFFHS bình chọn (2): 1999, 2008.
- Huấn luyện viên xuất sắc nhất của thế kỷ 21 do tạp chí thế giới IFFHS (1): 2012.
- Huấn luyện viên của năm do Tạp chí bóng đá thế giới bình chọn (4): 1993, 1999, 2007, 2008.
- Giải thưởng Laureus World Sports cho đội thể thao của năm (1): 2000.
- Huấn luyện viên của năm do kênh BBC Sports bình chọn (1): 1999.
- Đội thể thao của năm do kênh BBC Sports bình chọn (1): 1999.
- Giải thưởng thành tựu trọn đời do kênh BBC Sports bình chọn (1): 2001.
- Giải thưởng cá nhân kim cương do kênh BBC Sports bình chọn (1): 2013.
- Huấn luyện viên nổi tiếng của bóng đá Anh: 2002.
- Huấn luyện viên nổi tiếng của bóng đá châu Âu: 2008.
- Giải thưởng của chủ tịch FIFA: 2011.
- Giải thưởng cống hiến 10 mùa giải tại Premier League (1992–93 – 2001–02)
  - Huấn luyện viên của thế kỷ.
  - Huấn luyện viên xuất hiện trong hầu hết các trận đấu (392 trận)
- Giải thưởng cống hiến 20 mùa giải tại Premier League (1992–93 – 2011–12)
  - Huấn luyện viên tốt nhất.
- Giải thưởng FWA Tribute: 1996.
- Giải thưởng tài năng FWA: 2007.
- Huy chương Mussabini: 1999.
- Giải thưởng hoạt bóng bóng đá ở khu Tây Bắc: 2013.
  - Huấn luyện viên của năm.

### Giải thưởng đặc biệt
- Sĩ quan của the Order of the British Empire (OBE): 1983
- Sĩ quan chỉ huy của the Order of the British Empire (OBE): 1995
- Người tự do của thành phố Aberdeen: 1999
- Người tự do của thành phố Glasgow: 1999
- Người tự do của thành phố Manchester: 2000
- Người tự do của sân Old Trafford: 2013

## Thống kê

### Với tư cách cầu thủ
| Câu lạc bộ           | Mùa              | League | League | Cup  | Cup | League Cup | League Cup | Europe | Europe | Tổng cộng | Tổng cộng |
| Câu lạc bộ           | Mùa              | Trận   | Bàn    | Trận | Bàn | Trận       | Bàn        | Trận   | Bàn    | Trận      | Bàn       |
| -------------------- | ---------------- | ------ | ------ | ---- | --- | ---------- | ---------- | ------ | ------ | --------- | --------- |
| Queen's Park         | 1957–58          |        |        |      |     |            |            | –      | –      |           |           |
| Queen's Park         | 1958–59          |        |        |      |     |            |            | –      | –      |           |           |
| Queen's Park         | 1959–60          |        |        |      |     |            |            | –      | –      |           |           |
| Queen's Park         | Tổng             | 31     | 15     |      |     |            |            | –      | –      |           |           |
| St. Johnstone        | 1960–61          |        |        |      |     |            |            | –      | –      |           |           |
| St. Johnstone        | 1961–62          |        |        |      |     |            |            | –      | –      |           |           |
| St. Johnstone        | 1962–63          |        |        |      |     |            |            | –      | –      |           |           |
| St. Johnstone        | 1963–64          |        |        |      |     |            |            | –      | –      |           |           |
| St. Johnstone        | Tổng             | 37     | 19     |      |     |            |            | –      | –      |           |           |
| Dunfermline Athletic | 1964–65          |        |        |      |     |            |            |        |        |           |           |
| Dunfermline Athletic | 1965–66          |        |        |      |     |            |            |        |        |           |           |
| Dunfermline Athletic | 1966–67          |        |        |      |     |            |            |        |        |           |           |
| Dunfermline Athletic | Tổng             | 89     | 66     |      |     |            |            |        |        |           |           |
| Rangers              | 1967–68          |        |        |      |     |            |            |        |        |           |           |
| Rangers              | 1968–69          |        |        |      |     |            |            |        |        |           |           |
| Rangers              | Tổng             | 41     | 25     | 6    | 10  | 4          | 9          | 6      | 0      | 57        | 44        |
| Falkirk              | 1969–70          | 21     | 15     | 3    | 3   |            |            | –      | –      |           |           |
| Falkirk              | 1970–71          | 28     | 13     | 0    | 0   |            |            | –      | –      |           |           |
| Falkirk              | 1971–72          | 28     | 9      | 2    | 1   | 9          | 4          | –      | –      | 39        | 14        |
| Falkirk              | 1972–73          | 18     | 0      | 2    | 1   | 0          | 0          | –      | –      | 20        | 1         |
| Falkirk              | Tổng             | 95     | 37     | 7    | 5   |            |            | –      | –      |           |           |
| Ayr United           | 1973–74          | 24     | 9      | 4    | 1   | 0          | 0          | –      | –      | 28        | 10        |
| Ayr United           | Tổng             | 24     | 9      | 4    | 1   | 0          | 0          | –      | –      | 28        | 10        |
| Tổng cộng tất cả     | Tổng cộng tất cả | 317    | 171    |      |     |            |            | 6      | 0      |           |           |

### Với tư cách huấn luyện viên
Tính đến ngày 19 tháng 12 năm 2014
| Đội                | Quốc gia  | Ngày đến             | Ngày đi              | Kỷ lục | Kỷ lục | Kỷ lục | Kỷ lục | Kỷ lục    | Kỷ lục   | Kỷ lục  | Kỷ lục  |
| Đội                | Quốc gia  | Ngày đến             | Ngày đi              | Trận   | Thắng  | Hòa    | Thua   | Bàn thắng | Bàn thua | Hiệu số | % thắng |
| ------------------ | --------- | -------------------- | -------------------- | ------ | ------ | ------ | ------ | --------- | -------- | ------- | ------- |
| East Stirlingshire | Scotland  | 1 tháng 6 năm 1974   | 20 tháng 10 năm 1974 | 17     | 10     | 3      | 4      | 36        | 27       | +9      | 058,82  |
| St. Mirren         | Scotland  | 21 tháng 10 năm 1974 | 31 tháng 5 năm 1978  | 151    | 63     | 39     | 49     | 252       | 207      | +45     | 041,72  |
| Aberdeen           | Scotland  | 1 tháng 6 năm 1978   | 5 tháng 11 năm 1986  | 453    | 268    | 105    | 80     | 898       | 364      | +534    | 059,16  |
| Scotland           | Scotland  | 10 tháng 9 năm 1985  | 13 tháng 6 năm 1986  | 10     | 3      | 4      | 3      | 8         | 5        | +3      | 030,00  |
| Manchester United  | Anh       | 6 tháng 11 năm 1986  | 19 tháng 5 năm 2013  | 1.500  | 895    | 338    | 267    | 2.769     | 1.365    | +1404   | 059,67  |
| Tổng cộng          | Tổng cộng | Tổng cộng            | Tổng cộng            | 2.131  | 1.239  | 489    | 403    | 3.963     | 1.968    | +1995   | 058,14  |